# 谷口巌
谷口 巌（たにぐち いわお、1933年9月15日 – 2015年8月28日）は、日本の国文学者。南京事件研究家。愛知教育大学名誉教授。

## 来歴
愛知県東春日井郡旭町（現・尾張旭市）生まれ。旧制愛知一中（現・愛知県立旭丘高等学校）を経て、新制の愛知県立瀬戸高等学校卒業後、1958年東京大学文学部フランス文学科卒業。1960年同大学院文学研究科前期博士課程修了（国文学）専攻。同年、函館ラ・サール高等学校教諭、1966年北海道教育大学講師、1970年愛知教育大学助教授、1975年同大学教授、1997年より現職。晩年、愛知県瀬戸市苗場町で暮らした。2015年8月28日、呼吸不全のため81歳で死去。

## 著書
- アイヌ革命と太田竜（1983年）
- 『吾輩は猫である』を読む（1997年）